# Kim Jackson
Kim Jackson (eigentlich: Kimberly Jackson, * 1965 in Dublin) ist eine irische Sängerin.

## Hintergrund
Die vormalige Backgroundsängerin wurde von Liam Reilly entdeckt. Dieser schrieb ihr den Popsong Could it be that I'm in love?, mit dem sie beim Eurovision Song Contest 1991 in Rom antrat. Sie erreichte den zehnten Platz.